# Myllenyxis exculta
Myllenyxis exculta là một loài tò vò trong họ Ichneumonidae.